# 布蘭登鎮區 (密歇根州)
布蘭登鎮區（英語：Brandon Township）是位於美國密歇根州奧克蘭縣的一個特設鎮區。

## 地方資料
布蘭登鎮區的面積為93.20平方千米，當中陸地面積為90.90平方千米，而水域面積為2.30平方千米。根據2020年美國人口普查的數據，當地共有人口15384人，而人口密度為每平方千米165.06人。